# Rozdrażew (przystanek kolejowy)
Rozdrażew – przystanek osobowy zlikwidowanej 12 stycznia 1986 roku linii Krotoszyńskiej Kolei Dojazdowej relacji Krotoszyn Wąskotorowy - Dobrzyca - Pleszew Wąskotorowy - Pleszew Miasto - Broniszewice. Przystanek powstał z chwilą budowy linii relacji Dobrzyca - Pleszew Miasto w 1900 r. Pierwszy skład przejechał przez Rozdrażew 15 maja 1900 r. Przystanek znajdował się we wsi Rozdrażew, w gminie Rozdrażew, w powiecie krotoszyńskim, w województwie wielkopolskim.
Po likwidacji przez Polskie Koleje Państwowe KKD tory, peron i wiata zostały rozebrane.